# I. e. 177
Évszázadok: i. e. 3. század – i. e. 2. század – i. e. 1. század
Évtizedek: i. e. 220-as évek – i. e. 210-es évek – i. e. 200-as évek – i. e. 190-es évek – i. e. 180-as évek – i. e. 170-es évek – i. e. 160-as évek – i. e. 150-es évek – i. e. 140-es évek – i. e. 130-as évek – i. e. 120-as évek
Évek: i. e. 182 – i. e. 181 – i. e. 180 – i. e. 179 –  i. e. 178 – i. e. 177 – i. e. 176 – i. e. 175 – i. e. 174 – i. e. 173 – i. e. 172

## Események

### Róma
- Caius Claudius Pulchert és Tiberius Sempronius Gracchust választják consulnak. Gracchus Szardíniát (az ottani felkelés miatt), Pulcher Histriát kapja működési területül.
- Az előző évi consulok, M. Iunius és A. Manlius seregeik átadása előtt támadást intéznek a histriai illírek ellen és csatában legyőzik őket. Pulcher ennek hallatán a szokásos ceremóniákat mellőzve Histriába siet, nehogy learassák előle a dicsőséget és leszidja az előző évi consulokat, akik azonban - sértett katonáikkal együtt - nem ismerik el őt hadvezérnek, mert nem a kellő külsőségekkel érkezett provinciájába. Pulcher letartóztatással fenyegeti őket, de a quaestor sem engedelmeskedik neki; kénytelen visszatérni Rómába és előírásszerűen érkezni a számára kijelölt hadsereghez. Időközben M. Iunius és A. Manlius ostrom alá veszi a histriaiak fővárosát, Nesattiumot. Az ostromot már Pulcher fejezi be, az ostromlottak jelentős része, köztük az illír vezér öngyilkos lesz. A consul még két várost elfoglal és a histriaiak megadják magukat.
- Pulcher consul ezután Liguriába vonul át az ottani lázadás leverésére és legyőzi a ligurokat. Mialatt a diadalmenetet tartja, a ligurok ismét fegyvert fognak és elfoglalják Mutinát.
- Gracchus consul leveri a ilienses sardusok felkelését Szardínián.
- Megalapítják a ligurok földjén Luna coloniát.